# Federazione pallavolistica dello Zimbabwe
La Federazione zimbabwese di pallavolo (eng. Zimbabwe Volleyball Association, ZVA) è un'organizzazione fondata per governare la pratica della pallavolo in Zimbabwe.
Organizza il campionato maschile e femminile, e pone sotto la propria egida la nazionale maschile e femminile.
Ha aderito alla FIVB nel 1982.